# Cerkiew Wszystkich Świętych w Moskwie (Sokoł)

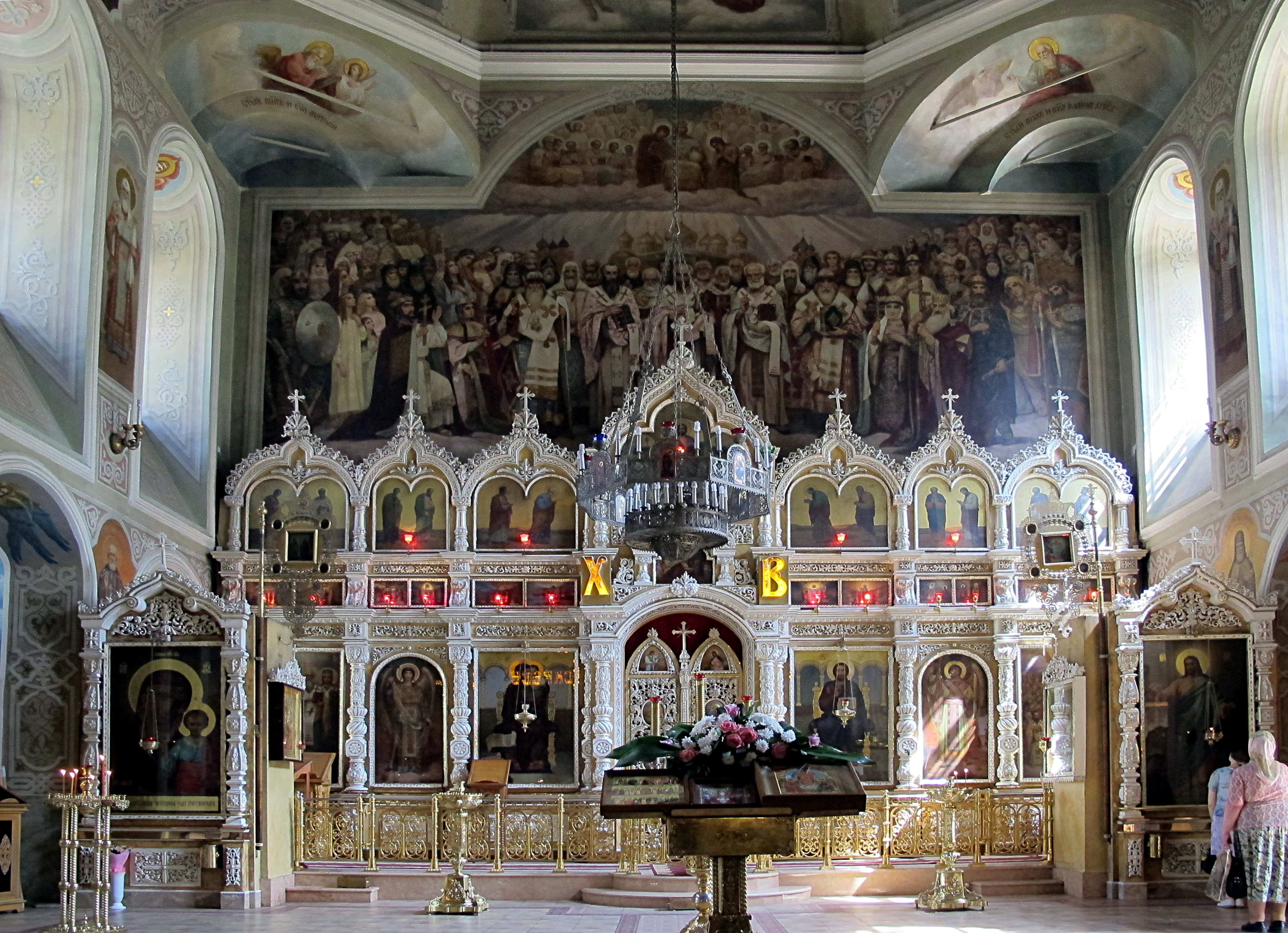
Wnętrze cerkwi

Cerkiew Wszystkich Świętych – prawosławna cerkiew w Moskwie, w rejonie Sokoł, w dekanacie Wszystkich Świętych eparchii moskiewskiej miejskiej Rosyjskiego Kościoła Prawosławnego.

## Historia
Według legendy na terenie wsi, która znajdowała się dawniej na miejscu dzisiejszego rejonu Sokoł, znajdował się monaster z cerkwią Wszystkich Świętych. Część historyków jest skłonna przyjąć, że cerkiew ta funkcjonowała także po likwidacji monasteru, a następnie została zastąpiona świątynią murowaną. Według innych autorów parafialna świątynia Wszystkich Świętych (od niej powstała następnie nazwa wsi Wsiechswiatskoje) została zbudowana w XVII w., niezależnie od monasteru, który – jeśli funkcjonował – został znacznie wcześniej zlikwidowany.
W XVII w. Fieodosja Miłosławska, jedyna córka właściciela wsi Wsiechswiatskoje, wyszła za mąż za imeretyńskiego królewicza Aleksandra, przyjaciela z młodości Piotra I, towarzysza jego podróży do Holandii, następnie generała armii rosyjskiej. Dzięki małżeństwu z Miłosławską Aleksander stał się posiadaczem wsi. W niej też w 1699 osiadł, po wymuszonym wyjeździe z Gruzji, jego ojciec Arcził II z żoną i dworem. We wsi otwarto następnie gruzińską drukarnię. Wsiechswiatskoje stało się jedną z siedzib Gruzinów osiadających w Moskwie w miarę tureckiego i perskiego podboju Kartlii i Kachetii. W 1724 w cerkwi pochowany został gruziński poeta i dyplomata Sulchan Saba Orbeliani.
Fundatorką nowej cerkwi we wsi była Daria (Daredżan), siostra Aleksandra, zmarłego w 1711 w niewoli szwedzkiej, dziedziczka jego majątku. Budowa obiektu trwała od 1733 do 1736. W świątyni znalazły się oprócz głównego ołtarza wszystkich świętych dwa ołtarze boczne: Świętych Symeona i Anny oraz Ikony Matki Bożej „Wszystkich Strapionych Radość”. Nowa cerkiew pozostawała ośrodkiem kolonii Gruzinów w Moskwie, przez pewien czas służono w niej jedynie w języku gruzińskim. W końcu XVIII w. budynek został odremontowany. Cerkiew – razem z całą wsią – została zniszczona w czasie wojny francusko-rosyjskiej r. 1812 i odnowiona po zakończeniu walk. W XIX w. cerkiew odnawiano jeszcze kilkakrotnie. Do 1917 była ona siedzibą jednej z najliczniejszych parafii w Moskwie.
W 1923 cerkiew Wszystkich Świętych przeszła w ręce Żywej Cerkwi i pozostawała w jej jurysdykcji do 1939. Ikonostas ze świątyni został publicznie spalony, a obiekt zaadaptowano na magazyn. Budynek przywrócono do użytku liturgicznego już w 1946, wtedy też został ponownie poświęcony, natomiast w roku następnym w świątyni służył patriarcha moskiewski i całej Rusi Aleksy. Począwszy od 1979 cerkiew posiadała dzwony.
W 1992 obiektowi sakralnemu nadano status metochionu patriarszego. W jego sąsiedztwie wzniesiono wówczas krzyż ku czci męczenników Jana Wostorgowa oraz biskupa selengińskiego Efrema, rozstrzelanych w 1918, a następnie także pomniki ofiar wojny domowej w Rosji, Wielkiej Wojny Ojczyźnianej, kawalerom orderu św. Jerzego, Białym.